# Barbania
Barbania est une commune de la ville métropolitaine de Turin dans le Piémont en Italie.

## Administration
| Période                                  | Période  | Identité                   | Étiquette | Qualité |
| ---------------------------------------- | -------- | -------------------------- | --------- | ------- |
| 14 juin 2004                             | En cours | Giovanni Battista Drovetti |           | centre  |
| Les données manquantes sont à compléter. |          |                            |           |         |

### Hameaux
- frazioni : Boschi, Perrero;
- bourgs (borgate) : Piana, Fandaglia, Vignali, Colli, Zaccaria, Gianotti, Seita

### Communes limitrophes
Rivara, Busano, Rocca Canavese, Levone, Vauda Canavese

### Évolution démographique
Habitants recensés

## Personnalités liées à la ville
- Bernardino Drovetti (1776-1852), diplomate, aventurier et antiquaire